# Бегемот (операция)

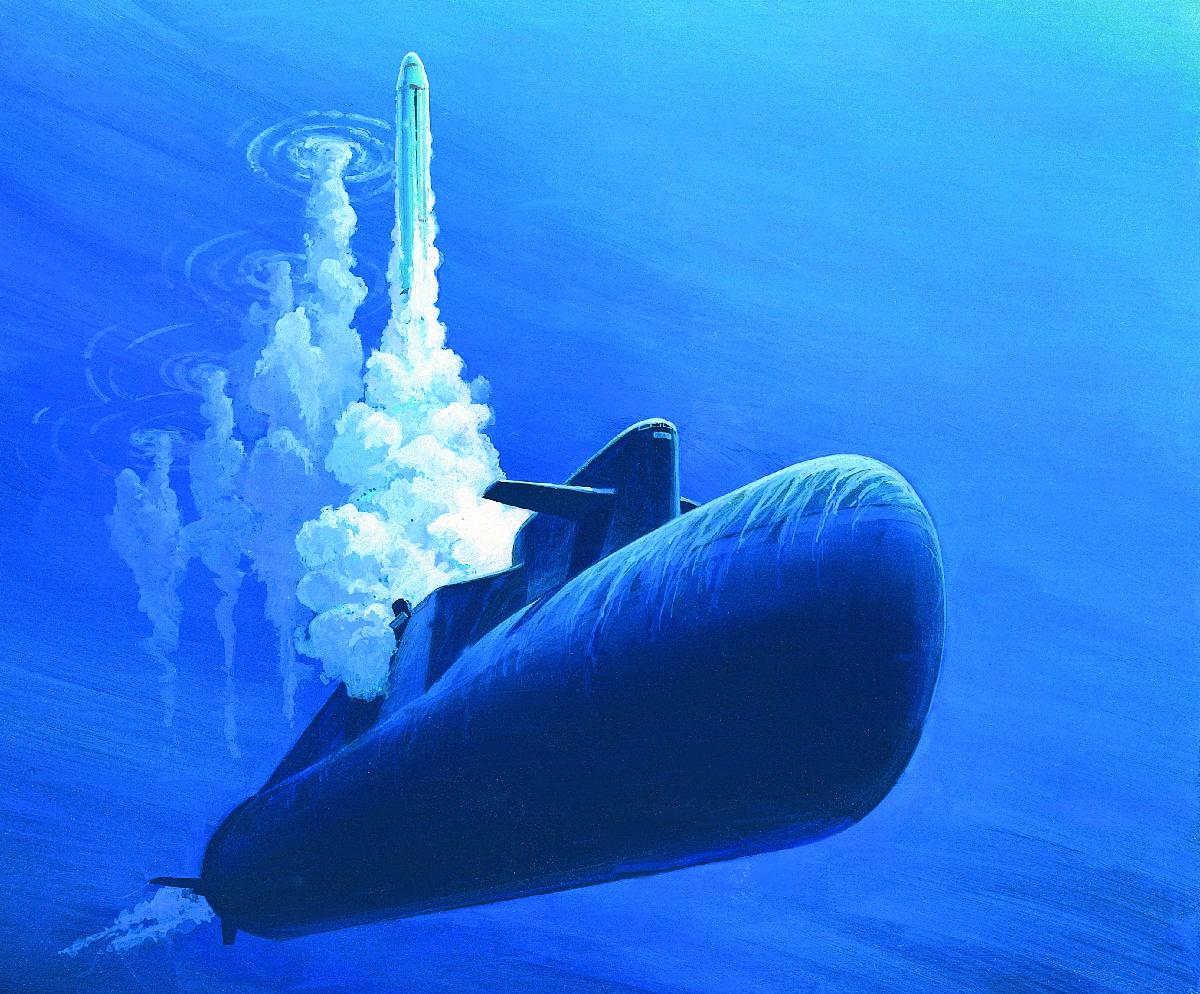
Залповая ракетная стрельба в представлении художника. Иллюстрация из журнала Soviet Military Power.

«Бегемот», «Бегемот-2» — советские военные учения в Баренцевом море, целью которых был залповый последовательный пуск 16 межконтинентальных баллистических ракет (всего боезапаса) с минимальными интервалами между ракетами (не более 20 секунд) с подводной лодки в подводном положении.
Запуск полного боекомплекта 16 ракет с борта АПЛ К-407 «Новомосковск» в рамках учений «Бегемот-2» стал военно-техническим мировым рекордом (максимальный залп американской АПЛ «Огайо» — 4 ракеты Трайдент-2).
В ходе учений отрабатывалась тактика применения оружия, предполагаемая при начале глобальной ядерной войны.
До этого момента максимальное количество ракет, выпущенных с лодки, составляло 8 ракет: 20 декабря 1969 года с борта К-140 проекта 667А «Навага» был совершён запуск ракет двумя сериями по четыре ракеты с небольшим интервалом.

## Предыстория

Схема подводной лодки проекта 667БДРМ

Причинами для проведения столь масштабных запусков послужили подписание между СССР и США договоров о сокращении стратегических наступательных вооружений, необходимость подтверждения эффективности морской составляющей ядерной триады, а также необходимость практической проверки возможности запуска всех ракет в течение короткого интервала времени.

## Бегемот

А. Д. Бакуменко, командир К-84 во время операции «Бегемот»

Первая операция была осуществлена в 1989 году лодкой К-84 (с 1999 года К-84 «Екатеринбург»), но закончилась неудачей: за несколько минут до старта, ещё при закрытых крышках шахт, из-за отказа датчиков давления не отключился «наддув ракеты», что привело к нарушению целостности баков горючего и окислителя.
В результате произошло быстротекущее возгорание (не взрыв). От резкого повышения давления в шахте была вырвана крышка шахты (конструктивно заложенное «слабое звено») и произошёл частичный выброс ракеты. Сорванная крышка шахты (несколько тонн), перелетев через рубку аварийно всплывшей лодки, упала на корпус над 2-м отсеком и пробила цистерну главного балласта № 4 левого борта. В 4-м ракетном отсеке на аварийной шахте № 6 лопнули трубопроводы гидравлики.
Пожар в шахте ликвидировали срочным погружением и прокачкой забортной водой. Был произведён аварийный слив высокотоксичного окислителя в открытое море. Экипаж при аварии ракетного оружия действовал грамотно, что и позволило избежать опасного развития событий. После срочного ремонта в Северодвинске цистерны главного балласта № 4 и установки новой крышки шахты, в декабре этого же года, лодка вновь вышла для проведения залпа оставшимися 13 ракетами (с 2 был слит окислитель, 1 сгорела). «Пассажиров», желающих получить награды, уже на борту не было. Однако, выполнить поставленную задачу так и не удалось.
Предстартовая подготовка выходила за штатные режимы. Одной из причин неудачи операции «Бегемот» 1989 года называют общую нервозность экипажа на субмарине из-за наличия огромного количества флотского начальства («поход за орденами»).
Также существует точка зрения, что основными «виновниками» были сами практические ракеты (не настоящие, боевые, а якобы удешевленные «для выброса»).

## Бегемот-2

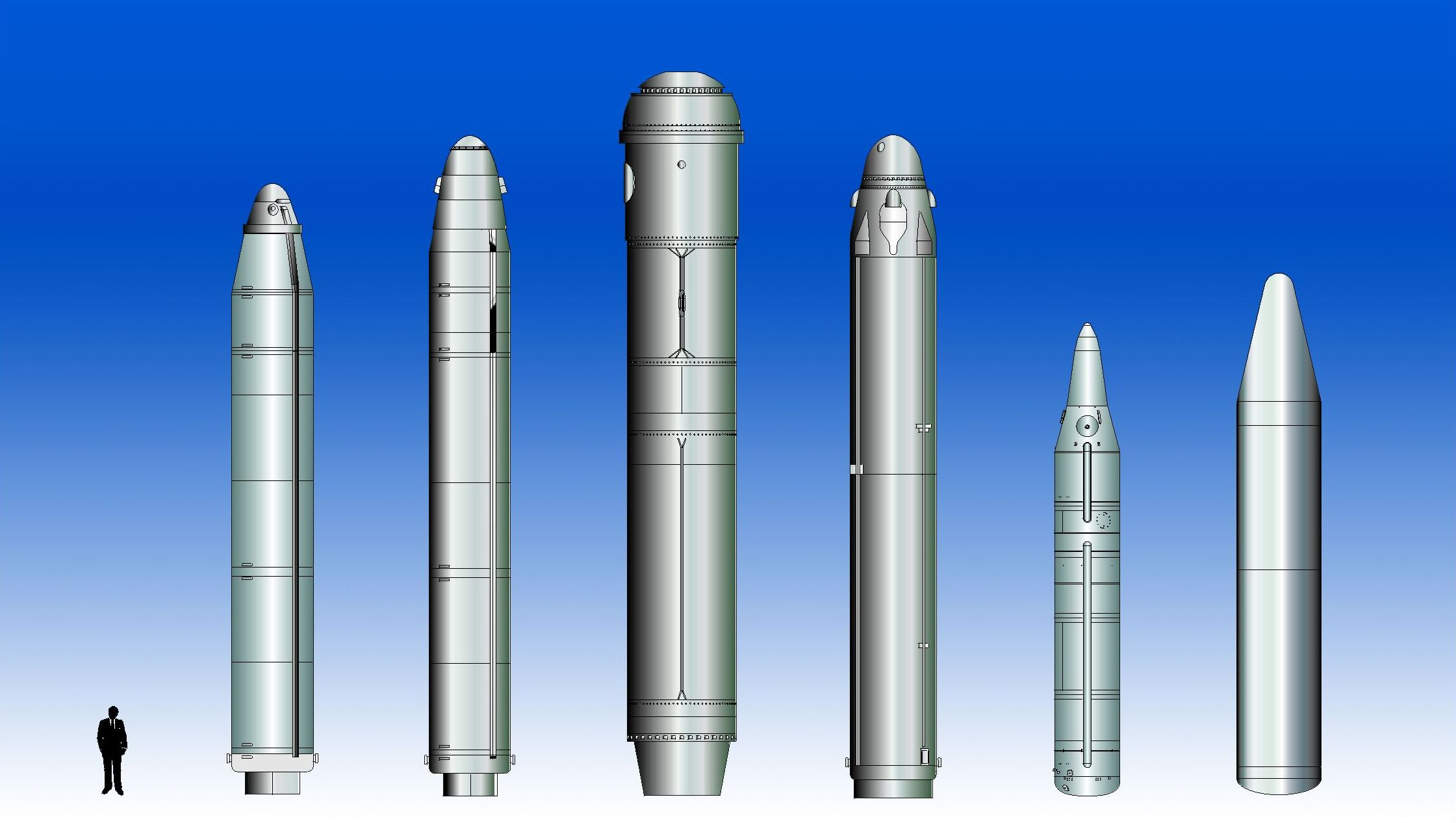
Ракета Р-29РМ — третья справа

«Бегемот-2» был проведён в 21 час 9 минут 6 августа 1991 года и полностью удался: с АПЛ К-407 «Новомосковск» были запущены 16 ракет (2 боевых Р-29РМ и 14 эквивалентных по баллистике ракет-макетов), весь боекомплект, с интервалом в 14 секунд. Командир лодки — капитан второго ранга Сергей Егоров. Это первый в мире залп 16 межконтинентальных баллистических ракет в истории подводных ракетоносцев.
Операции предшествовали множество проверок и комиссий, которые детально изучали готовность корабля к подобного рода операции. Последним прибыл из Москвы начальник отдела боевой подготовки подводных сил ВМФ контр-адмирал Юрий Фёдоров.
Он прибыл с негласной установкой — «проверить и не допустить» операцию «Бегемот» — слишком памятна была неудача первой попытки. Но Юрий Петрович Фёдоров, убедившись, что экипаж безупречно готов к выполнению задания, дал в Москву шифровку: «Проверил и допускаю». Сам же, чтобы его не достали гневные телефонограммы, срочно отбыл в другой гарнизон. Путь в море для подводников «Новомосковска» теперь был открыт.
На борту АПЛ К-407 «Новомосковск» вместе с экипажем находились члены государственной комиссии контр-адмирал Л. Сальников, командир соединения В. Макеев, генеральный конструктор ЦКБ «Рубин» С. Н. Ковалёв, представители ГРЦ имени В. П. Макеева (генеральный конструктор И. И. Величко, Л. Н. Ролин, Ю. А. Каверин, Б. А. Смирнов), флагманский штурман соединения В. Богомазов, флагманский РО С. Иваненко, старший офицер Отдела РАО УБП СФ А.Окованцев, Старший офицер УРАВ СФ Ю.Мелентьев.
Вот как вспоминает Сергей Егоров уникальный залповый пуск ракет:

Н. Черкашин: Представляю, как вы волновались…
С. Егоров: Не помню. Все эмоции ушли. В голове прокручивал только схему стрельбы. В моей судьбе от исхода операции «Бегемот» решалось многое. Мне даже очередное звание слегка придержали. Мол, по результату… И академия светила только по итогу стрельбы. Да и вся жизнь была поставлена на карту. Карту Баренцева моря… 
За полчаса до старта — загвоздка. Вдруг пропала звукоподводная связь с надводным кораблем, который фиксировал результаты нашей стрельбы. Мы их слышим, а они нас нет. Инструкция запрещала стрельбу без двусторонней связи. Но ведь столько готовились! И контр-адмирал Сальников, старший по борту, взял ответственность на себя: «Стреляй, командир!» 
Я верил в свой корабль, я ж его на заводе принимал, плавать учил, в линию вводил. Верил в своих людей, особенно в старпома, ракетчика и механика. Верил в опыт своего предшественника — капитана 1 ранга Юрия Бекетова. Правда, тот стрелял только восемью ракетами, но все вышли без сучка и задоринки. Мне же сказали, что даже если тринадцать выпустим, то и это успех. А мы все шестнадцать шарахнули! Без единого сбоя. Как очередь из автомата выпустили. Только многотонными баллистическими ракетами. 
Погоны с тремя большими звездами капитан 1 ранга Макеев вручил мне прямо в центральном посту. На родной базе нас встречали с оркестром. Поднесли по традиции жареных поросят. Мы их потом на сто тридцать кусочков порезали, — чтоб каждому члену экипажа досталось. Представили нас к наградам: меня к Герою Советского Союза, обоих старпомов — к ордену Ленина, механика к Красному Знамени… Но через неделю — ГКЧП, Советский Союз упразднили, советские ордена тоже. Дали всем по звездочке на погоны — и делу конец.— Цитируется по книге Черкашин Н. «Повседневная жизнь российских подводников»
Связь с ПЛАРБ была установлена с помощью основного ГАК корабля сопровождения. Договорились передавать друг другу кодовые сигналы-посылки через тракт измерения дистанции надводного корабля, так как излучающие антенны подсистемы звукоподводной связи не работали. Так что обо всех мероприятиях, в том числе о начале АПП на ПЛАРБ командование корабля оповещалось.
Операция «Бегемот-2» подтвердила возможности советского подводного флота реализовать эффективный сценарий ядерной войны и техническую возможность безопасного залпового пуска всего боекомплекта подводного ракетоносца. Поскольку операция прошла на фоне начавшегося упадка советских вооруженных сил, за две недели до Августовского путча, в СССР о результатах учений «Бегемот-2» забыли на некоторое время, и работа команды не была достойно вознаграждена властями страны.

### Видео
- Операция «Бегемот». Сюжет программы «Смотр» от 23.12.2006 (включает документальные киноматериалы).
- Операция «Бегемот-2». Залп АПЛ «Новомосковск» 16-ю МБР — видео.